# Marius Probst
Marius Probst (* 20. August 1995 in Herne) ist ein deutscher Leichtathlet, der sich auf Mittelstreckenläufe spezialisiert hat. Er läuft auch Langstaffeln.

## Berufsweg
Probst ist Student (Lehramt Grundschule).

## Sportliche Laufbahn
Marius Probst spielte als Nachwuchsfußballer beim SC Westfalia Herne. Als Leichtathlet kam er 2012 bei den Deutschen U18-Meisterschaften über 1500 Meter auf den 3. Platz. Seitdem konzentriert er sich ausschließlich auf das Laufen.
2014 wurde Probst auf der 1500-Meter-Distanz Deutscher U20-Hallenvizemeister, belegte bei den Deutschen U20-Meisterschaften den 3. Platz, kam bei den Deutschen Meisterschaften auf den 9. Platz und wurde Deutscher U23-Meister.
2015 lief Probst bei den Deutschen Hallenmeisterschaften über 800 Meter auf den 5. Platz und über 1500 Meter auf den 3. Platz bei den Deutschen Meisterschaften, wo er auch mit der 3-mal-1000-Meter-Staffel den 5. Platz belegte. Zudem wurde er wieder Deutscher U23-Meister auf der 1500-Meter-Strecke.
2016 wurde Probst über 1500 Meter Deutscher Hallenvizemeister und kam bei den Deutschen Meisterschaften auf den 4. Platz.
2017 qualifizierte sich Probst am 27. Januar mit persönlicher Bestzeit von 1:47,89 min über 800 Meter beim Abendsportfest in Erfurt für die Halleneuropameisterschaften in Belgrad. Mit persönlicher Bestzeit von 3:41,40 min wurde er Deutscher Hallenmeister und erfüllte damit eine weitere Norm für Belgrad, wo er über die 800 Meter nicht antrat und in den Vorläufen des 1500-Meter-Laufs ausschied. Im Sommer 2017 wurde er U23-Europameister über die 1500 Meter.
Bei den Halleneuropameisterschaften 2019 erreichte Probst über 1500 Meter den sechsten Platz.
Probst gehörte bis September 2022 dem Perspektivkader des Deutschen Leichtathletik-Verbandes (DLV) an und war zuvor im B-Kader.

## Vereinszugehörigkeiten
Marius Probst startet für den TV Wattenscheid 01.

## Bestleistungen
(Stand: 18. Juni 2024)

- 800 m: 1:46,15 min, 11. Mai 2024, Karlsruhe
  - Halle: 1:46,29 min, 10. Februar 2024, Dortmund
- 1000 m: 2:22,33 min, 16. Mai 2018, Dortmund
- 1500 m: 3:34,54 min, 18. Juni 2024, Turku
  - Halle: 3:36,36 min, 18. Februar 2024, Leipzig
- 3000 m: 7:55,30 min, 14. August 2021, Huizingen
  - Halle: 7:57,15 min, 22. Februar 2023, Dortmund
- 10 km-Straßenlauf: 30:00 min, 31. Dezember 2016, Herne

## Erfolge
national
- 2012: 3. Platz Deutsche U18-Meisterschaften (1500 m)
- 2014: Deutscher U20-Hallenvizemeister (1500 m)
- 2014: 3. Platz Deutsche U20-Meisterschaften (1500 m)
- 2014: 9. Platz Deutsche Meisterschaften (1500 m)
- 2014: Deutscher U23-Meister (1500 m)
- 2015: 5. Platz Deutsche Hallenmeisterschaften (800 m)
- 2015: 3. Platz Deutsche Meisterschaften (1500 m)
- 2015: 5. Platz Deutsche Meisterschaften (3 × 1000 m)
- 2015: Deutscher U23-Meister (1500 m)
- 2016: Deutscher Hallenvizemeister (1500 m)
- 2016: 4. Platz Deutsche Meisterschaften (1500 m)
- 2016: 5. Platz Deutsche Meisterschaften (3 × 1000 m)
- 2016: Deutscher U23-Meister (1500 m)
- 2017: Deutscher Hallenmeister (1500 m)
- 2019: Deutscher Hallenmeister (1500 m)
- 2020: Deutscher Hallenvizemeister (1500 m)

international
- 2015: 11. Platz U23-Europameisterschaften (1500 m)
- 2017: Teilnahme Halleneuropameisterschaften (1500 m)
- 2017: U23-Europameister (1500 m)
- 2018: Teilnahme Europameisterschaften (1500 m)
- 2019: 6. Platz Halleneuropameisterschaften (1500 m)